# درک تپسکوپ
درک تپسکوپ (انگلیسی: Derek Tapscott; ۳۰ ژوئن ۱۹۳۲ – ۱۲ ژوئن ۲۰۰۸) بازیکن فوتبال اهل بریتانیا بود.
از باشگاه‌هایی که در آن بازی کرده‌است می‌توان به باشگاه فوتبال کاردیف سیتی، باشگاه فوتبال آرسنال، باشگاه فوتبال نیوپورت کانتی، و تیم ملی فوتبال ولز اشاره کرد.
وی همچنین در تیم ملی فوتبال Wales بازی کرده‌است.